# Santiago Santiveri i Margarit
Santiago Santiveri i Margarit   (la Marina del Prat Vermell, 16 de febrer de 1913 - 20 de juliol de 2014) fou un farmacèutic i empresari català.
Era fill de Jaume Santiveri i Piniés, fundador de la Casa Santiveri, una empresa familiar pionera a l'estat espanyol en el ram de l'alimentació dietètica, i el succeí com a president, mantenint-se en actiu com a president honorari gairebé fins a la seva mort, als 101 anys.